# Edoardo Bennato

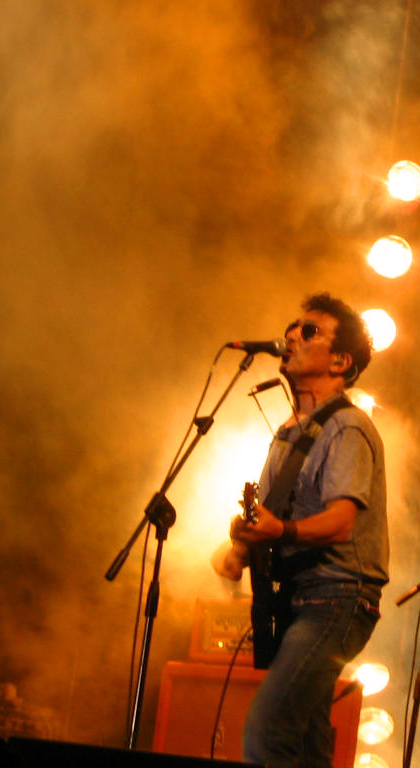
Edoardo Bennato im Jahr 2007

Edoardo Bennato (* 23. Juli 1946 in Neapel) ist ein italienischer Cantautore und Rockmusiker.

## Biographie
Edoardo Bennato wurde im Industrieviertel Bagnoli im Westen von Neapel geboren. Durch den Radiosender der in der Nähe stationierten amerikanischen Garnison kam er in seinen jungen Jahren mit Rock-’n’-Roll-Musik in Kontakt, ein Erlebnis, das er als für ihn prägend beschrieb. Sein Bruder Eugenio ist ebenfalls Liedermacher.
Edoardo Bennato schrieb zunächst Lieder für andere Sänger. 1966 nahm er seine erste Single Era solo un sogno auf, das ursprünglich für Bobby Solo vorgesehen war, dann aber doch von ihm selber eingesungen wurde. Zunächst zog er aber nach Mailand, wo er ein Architekturstudium begann, das er erfolgreich abschloss. Danach lebte er einige Zeit als Straßenmusiker in London und Kopenhagen. In den Jahren 1969 bis 1971 erschienen dann die Singles Marylou, 1941 und Good-bye Copenhagen. Der Erfolg stellte sich aber zunächst nicht ein.
1973 wechselte er zur Plattenfirma Dischi Ricordi, die damals ein Sammelbecken der italienischen Cantautori war. Dort erschien sein Debütalbum Non farti cadere le braccia das sowohl von Kritikern als auch vom Publikum hoch gelobt wurde.
Ab Mitte der 1970er Jahre veröffentlichte er einige Konzeptalben, die literarische Figuren zum Thema hatten, z. B. Burattino senza fili (Pinocchio), Sono solo canzonette (Peter Pan) und È arrivato un bastimento, das die Geschichte des Rattenfängers von Hameln als Vorlage hatte. Seine Popularität war mittlerweile so groß geworden, dass er seine Konzerte in Fußballstadien gab. Seine Lieder präsentierte er oft im Stil einer One Man Band mit Gitarre, Mundharmonika, Tamburin und Kazoo.
Nach dem Wechsel zur Plattenfirma Virgin erschien 1987 das Album OK Italia, das auch einen musikalischen Wechsel einläutete. Während seine früheren Alben eher folkorientiert waren und der Einfluss beispielsweise von Bob Dylan unverkennbar war, ging es nun in Richtung Rockmusik mit teilweise auch mehr kommerzieller Orientierung. Mit der Single Viva la mamma gelang ihm 1989 der italienische Sommerhit des Jahres.
1990 textete und sang er zusammen mit Gianna Nannini den offiziellen Song zur Fußball-Weltmeisterschaft in Italien, Un’estate italiana, zu dem Giorgio Moroder die Musik schrieb. Der Song erreichte in Deutschland Platz zwei, in der Schweiz Platz eins der Charts. Später in diesem Jahr erschien auch das Unplugged-Album Edo Rinnegato.
1992 veröffentlichte er unter dem Pseudonym Joe Sarnataro das Album È asciuto pazzo ’o padrone mit Bluesrock in neapolitanischem Dialekt.
2006 trat er erstmals zusammen mit dem 20 Jahre jüngeren Sänger und Gitarristen Alex Britti auf, mit dem er zusammen die Single Notte di mezza estate aufnahm.

## Trivia

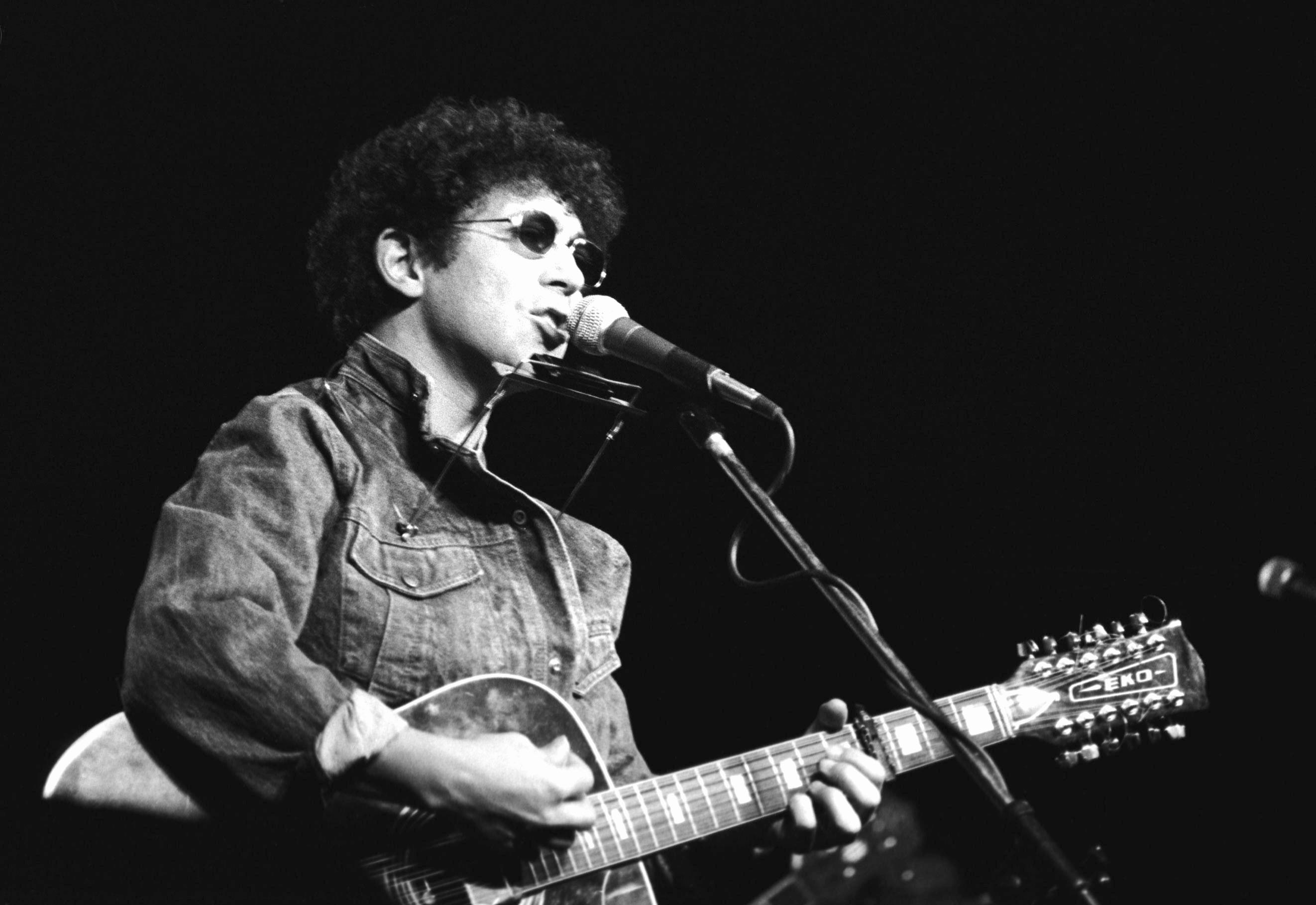
Edoardo Bennato live 1985

- Bennato hat einen Studienabschluss im Fach Architektur. Das Thema seiner Abschlussarbeit war ein Neuentwurf eines öffentlichen Nahverkehrsnetzes für seine Heimatregion Campi Flegrei.[1] Das Cover der 1975 erschienenen LP Io che non sono l’imperatore zeigt eine dazu von ihm erstellte Zeichnung. Der Bezug zu seiner Heimatregion spiegelt sich auch in zahlreichen seiner Liedtexte wider.
- Bennato war der erste italienische Künstler, der in der Rockpalast-Sendereihe des WDR zu sehen war. Bereits 1980 wurde die Aufzeichnung eines Konzertes vom 27. November 1980 aus der Dortmunder Westfalenhalle übertragen.

## Diskografie

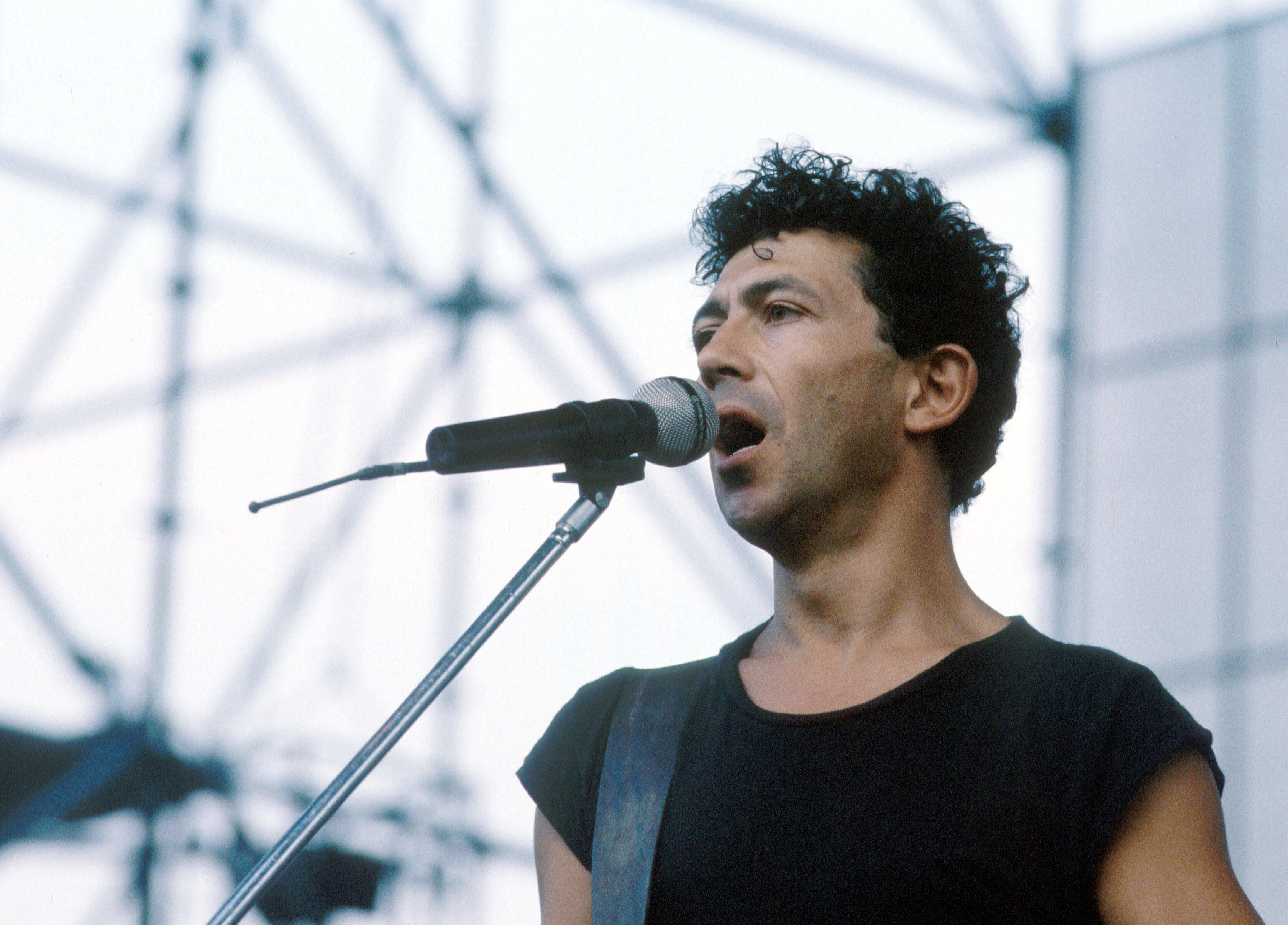
Edoardo Bennato 1982

### Studioalben
- 1973: Non farti cadere le braccia (Dischi Ricordi)
- 1974: I buoni e i cattivi (Dischi Ricordi)

| Jahr | Titel                                       | Höchstplatzierung, Gesamtwochen, AuszeichnungChartplatzierungen (Jahr, Titel, Platzierungen, Wochen, Auszeichnungen, Anmerkungen) | Höchstplatzierung, Gesamtwochen, AuszeichnungChartplatzierungen (Jahr, Titel, Platzierungen, Wochen, Auszeichnungen, Anmerkungen) | Anmerkungen                                                                       |
| Jahr | Titel                                       | IT | CH | Anmerkungen                                                                       |
| ---- | ------------------------------------------- | --- | --- | --------------------------------------------------------------------------------- |
| 1975 | Io che non sono l’imperatore Dischi Ricordi | IT22 (7 Wo.)IT | — |                                                                                   |
| 1976 | La torre di Babele Dischi Ricordi           | IT3 (33 Wo.)IT | — |                                                                                   |
| 1977 | Burattino senza fili Dischi Ricordi         | IT1 Gold (2022) · (51 Wo.)IT | — |                                                                                   |
| 1980 | Uffà! Uffà! Dischi Ricordi                  | IT3 (27 Wo.)IT | — |                                                                                   |
| 1980 | Sono solo canzonette Dischi Ricordi         | IT1 Gold (2021) · (32 Wo.)IT | — | 2001 Platz 59 der FIMI-Charts (5 Wochen; Edition Dischi d’oro) Verkäufe: + 25.000 |
| 1983 | È arrivato un bastimento Dischi Ricordi     | IT4 (17 Wo.)IT | CH11 (13 Wo.)CH |                                                                                   |
| 1985 | Kaiwanna Dischi Ricordi                     | IT4 (14 Wo.)IT | CH11 (12 Wo.)CH |                                                                                   |
| 1987 | OK Italia Virgin Dischi                     | IT3 (31 Wo.)IT | CH15 (21 Wo.)CH |                                                                                   |
| 1988 | Il gioco continua Virgin Dischi             | IT7 (12 Wo.)IT | — | Mini-LP                                                                           |
| 1989 | Abbi dubbi Virgin Dischi                    | IT2 (26 Wo.)IT | CH6 Gold · (11 Wo.)CH | Verkäufe: + 25.000                                                                |
| 1992 | È asciuto pazzo ’o padrone Virgin Dischi    | IT23 (4 Wo.)IT | — | als Joe Sarnataro e I Blue Stuff                                                  |
| 1992 | Il paese dei balocchi Virgin Dischi         | IT5 (11 Wo.)IT | — |                                                                                   |
| 1994 | Se son rose fioriranno Virgin Dischi        | IT20 (6 Wo.)IT | — | Erstveröffentlichung: April 1994                                                  |
| 1995 | Le ragazze fanno grandi sogni EMI           | IT12 (7 Wo.)IT | — |                                                                                   |
| 1998 | Sbandato Fonit-Cetra                        | IT29 (1 Wo.)IT | — | Erstveröffentlichung: Oktober 1998                                                |
| 2003 | L’uomo occidentale Warner                   | IT26 (11 Wo.)IT | — | Erstveröffentlichung: Mai 2003                                                    |
| 2010 | Le vie del rock sono infinite Mercury       | IT13 (8 Wo.)IT | — | Erstveröffentlichung: 5. März 2010                                                |
| 2015 | Pronti a salpare Universal                  | IT9 (6 Wo.)IT | — | Erstveröffentlichung: 23. Oktober 2015                                            |
| 2020 | Non c’è                                     | IT15 (5 Wo.)IT | CH45 (1 Wo.)CH | Erstveröffentlichung: 20. November 2020                                           |

grau schraffiert: keine Chartdaten aus diesem Jahr verfügbar

### Livealben (Auswahl)
| Jahr | Titel Musiklabel                   | Höchstplatzierung, Gesamtwochen, AuszeichnungChartplatzierungen (Jahr, Titel, Musiklabel, Platzierungen, Wochen, Auszeichnungen, Anmerkungen) | Höchstplatzierung, Gesamtwochen, AuszeichnungChartplatzierungen (Jahr, Titel, Musiklabel, Platzierungen, Wochen, Auszeichnungen, Anmerkungen) | Anmerkungen                            |
| Jahr | Titel Musiklabel                   | IT | CH | Anmerkungen                            |
| ---- | ---------------------------------- | --- | --- | -------------------------------------- |
| 1984 | È goal! Dischi Ricordi             | IT11 (11 Wo.)IT | CH22 (3 Wo.)CH |                                        |
| 1987 | Edoardo live Virgin Dischi         | IT9 (13 Wo.)IT | — |                                        |
| 2010 | MTV Classic Storytellers Universal | IT44 (2 Wo.)IT | — | Erstveröffentlichung: 9. November 2010 |

### Kompilationen (Auswahl)
| Jahr | Titel Musiklabel                                          | Höchstplatzierung, Gesamtwochen, AuszeichnungChartplatzierungen (Jahr, Titel, Musiklabel, Platzierungen, Wochen, Auszeichnungen, Anmerkungen) | Höchstplatzierung, Gesamtwochen, AuszeichnungChartplatzierungen (Jahr, Titel, Musiklabel, Platzierungen, Wochen, Auszeichnungen, Anmerkungen) | Anmerkungen                                                                  |
| Jahr | Titel Musiklabel                                          | IT | CH | Anmerkungen                                                                  |
| ---- | --------------------------------------------------------- | --- | --- | ---------------------------------------------------------------------------- |
| 1990 | Edo rinnegato Virgin Dischi                               | — | CH27 (6 Wo.)CH |                                                                              |
| 1992 | Capitan Uncino Dischi Ricordi                             | IT15 (8 Wo.)IT | — |                                                                              |
| 2000 | Sembra ieri Warner                                        | IT17 (37 Wo.)IT | — |                                                                              |
| 2001 | Afferrare una stella Virgin Dischi                        | IT5 (26 Wo.)IT | CH87 (6 Wo.)CH |                                                                              |
| 2002 | L’isola che non c’è Dischi Ricordi                        | IT99 Gold (2015) · (1 Wo.)IT | — | Charteinstieg: 2008, Neuauflage von Capitan Uncino (1992) Verkäufe: + 30.000 |
| 2005 | La fantastica storia del Pifferaio Magico Cinquantacinque | IT11 (10 Wo.)IT | — | Erstveröffentlichung: 28. Oktober 2005                                       |
| 2006 | Salviamo il salvabile Sony BMG Ricordi                    | IT20 (10 Wo.)IT | — | Erstveröffentlichung: 14. Juli 2006                                          |

### Singles
| Jahr | Titel Album                           | Höchstplatzierung, Gesamtwochen, AuszeichnungChartplatzierungen (Jahr, Titel, Album, Platzierungen, Wochen, Auszeichnungen, Anmerkungen) | Höchstplatzierung, Gesamtwochen, AuszeichnungChartplatzierungen (Jahr, Titel, Album, Platzierungen, Wochen, Auszeichnungen, Anmerkungen) | Höchstplatzierung, Gesamtwochen, AuszeichnungChartplatzierungen (Jahr, Titel, Album, Platzierungen, Wochen, Auszeichnungen, Anmerkungen) | Höchstplatzierung, Gesamtwochen, AuszeichnungChartplatzierungen (Jahr, Titel, Album, Platzierungen, Wochen, Auszeichnungen, Anmerkungen) | Anmerkungen                                                       |
| Jahr | Titel Album                           | IT | DE | AT | CH | Anmerkungen                                                       |
| ---- | ------------------------------------- | --- | --- | --- | --- | ----------------------------------------------------------------- |
| 1980 | Sei come un Juke-Box Uffà! Uffà!      | — | — | AT13 (2 Wo.)AT | — | B-Seite: Uffà! Uffà! Dischi Ricordi                               |
| 1981 | E invece no / Canta appress’ à nuie – | IT1 (24 Wo.)IT | — | — | — | Dischi Ricordi                                                    |
| 1982 | Nisida –                              | IT7 (14 Wo.)IT | — | — | — | B-Seite: ’A freva a quaranta Dischi Ricordi                       |
| 1987 | OK Italia                             | IT9 (14 Wo.)IT | — | — | — | B-Seite: Era una festa Virgin Dischi                              |
| 1989 | Viva la mamma Abbi dubbi              | IT1 (32 Wo.)IT | — | AT20 (6 Wo.)AT | — | B-Seite: Abbi dubbi Virgin Dischi                                 |
| 1989 | Vendo Bagnoli Abbi dubbi              | IT20 (3 Wo.)IT | — | — | — | B-Seite: ZEN Virgin Dischi                                        |
| 1989 | Un’estate italiana To Be Number One   | IT1 Platin (2024) · (47 Wo.)IT | DE2 Gold · (18 Wo.)DE | AT11 (21 Wo.)AT | CH1 (35 Wo.)CH | Gianna Nannini & Edoardo Bennato Sugar/Virgin Verkäufe: + 375.000 |
| 1992 | Il paese dei balocchi                 | IT4 (17 Wo.)IT | — | — | — | B-Seite: Buon compleanno bambina Virgin Dischi                    |
| 1993 | Tu chi sei? –                         | IT19 (3 Wo.)IT | — | — | — | B-Seite: Eugenio Virgin Dischi                                    |
| 2001 | Puramente casuale –                   | IT46 (2 Wo.)IT | — | — | — | Warner                                                            |
| 2003 | Stop America L’uomo occidentale       | IT43 (5 Wo.)IT | — | — | — |                                                                   |
| 2006 | Notte di mezza estate –               | IT5 (20 Wo.)IT | — | — | — | Edoardo Bennato & Alex Britti Universal                           |

Weitere Singles
- 1966: Era solo un sogno / Le ombre
- 1969: Marylou / La fine del mondo
- 1970: 1941 / Vince sempre l’amore
- 1971: Good Bye Copenaghen / Marjorie
- 1973: Detto tra noi / Non farti cadere le braccia
- 1973: Un giorno credi (IT: (2024): Gold [50.000+])
- 1974: Salviamo il salvabile / Ma che bella città
- 1974: Meno male che adesso non c’è Nerone / Parli di preghiere
- 1975: Feste di piazza / Io per te Margherita
- 1976: Cantautore/Venderò
- 1976: Franz è il mio nome / Viva la guerra
- 1977: Il gatto e la volpe / Mangiafuoco (IT: (2024): Platin [100.000+])
- 1979: Sono solo canzonette (IT: (2018): Gold [25.000+])
- 1980: Restituiscimi i miei sandali / Così non va, Veronica
- 1984: È Goal
- 1984: È arrivato un bastimento / Sarà falso, sarà vero
- 1985: Zero in condotta / Kaiwanna
- 1985: Guarda là / In cerca del futuro
- 1995: Mare chiaro, mare scuro
- 1998: Sbandato
- 1999: Finestre
- 2000: Sembra ieri
- 2002: L’isola che non c’è (IT: (2018): Platin [50.000+])
- 2003: Ritorna l’estate
- 2010: È lei
- 2010: Perché (feat. Morgan)
- 2011: La mia città
- 2012: Il meglio arriverà (mit Finley)
- 2012: Credo solo a te
- 2013: Al diavolo il Grillo Parlante
- 2015: Io vorrei che per te
- 2016: Povero amore

## Belege
1. ↑  Edoardo Bennato nasce ... In: Edofansclub.com. 11. Februar 2013, abgerufen am 28. Januar 2016 (italienisch).
2. 1 2 3  Chartquellen (Alben):
  - M&D-Chartarchiv. Musica e dischi, archiviert vom Original (nicht mehr online verfügbar) am 18. Mai 2015; abgerufen am 27. Januar 2016 (italienisch, kostenpflichtiger Abonnement-Zugang; IT bis 1995).  Info: Der Archivlink wurde automatisch eingesetzt und noch nicht geprüft. Bitte prüfe Original- und Archivlink gemäß Anleitung und entferne dann diesen Hinweis.
  - Guido Racca & Chartitalia: Top 100 FIMI Album. Lulu, 2013, S. 77 (IT 1995–2012).
  - Alben von Edoardo Bennato. In: Italiancharts.com. Hung Medien, abgerufen am 27. Januar 2016 (IT seit 2000).
  - Alben von Edoardo Bennato. In: Hitparade.ch. Hung Medien, abgerufen am 27. Januar 2016 (CH).
3. 1 2 3 4 5  Auszeichnungen für Musikverkäufe: IT CH DE
4. ↑  Chartquellen (Singles):
  - M&D-Chartarchiv. Musica e dischi, archiviert vom Original (nicht mehr online verfügbar) am 18. Mai 2015; abgerufen am 27. Januar 2016 (italienisch, kostenpflichtiger Abonnement-Zugang; IT bis 1997).  Info: Der Archivlink wurde automatisch eingesetzt und noch nicht geprüft. Bitte prüfe Original- und Archivlink gemäß Anleitung und entferne dann diesen Hinweis.
  - Guido Racca & Chartitalia: Top 100 FIMI Singoli. Lulu, 2013, S. 70 (IT 1997–2012).
  - Singles von Edoardo Bennato. In: Italiancharts.com. Hung Medien, abgerufen am 27. Januar 2016 (IT seit 2000).
  - Edoardo Bennato. In: Offizielle deutsche Charts. GfK Entertainment, abgerufen am 28. Januar 2016 (DE).
  - Singles von Edoardo Bennato. In: Austriancharts.at. Hung Medien, abgerufen am 28. Januar 2016 (AT).
  - Singles von Edoardo Bennato. In: Hitparade.ch. Hung Medien, abgerufen am 27. Januar 2016 (CH).

| Personendaten    | Personendaten            |
| ---------------- | ------------------------ |
| NAME             | Bennato, Edoardo         |
| KURZBESCHREIBUNG | italienischer Rocksänger |
| GEBURTSDATUM     | 23. Juli 1946            |
| GEBURTSORT       | Neapel                   |